# Croissança
Croisances o Crosanças [kru'zansɔ] (oficialment Croisances) és un antic municipi francès del departament de l'Alt Loira, a la regió d'Alvèrnia-Roine-Alps. A partir de l'1 de gener de 2016, Croisanças fusiona amb Toràs.